# Bulguksa
Bulguksa (hangul: 불국사, hanja: 佛國寺) este un complex de temple budiste situat în provincia Gyeongsang de Nord, Coreea de Sud. Este unul dintre principalele repere istorice ale țării și în 1995 a fost inclus pe lista Patrimoniului Mondial UNESCO, împreună cu Seokguram Templul subteran, situat la 4 kilometri est de complexul principal, considerat o capodoperă a artei din perioada domniei Silla.